# Азијски црни медвед
Азијски црни медвед (лат. Ursus thibetanus) је врста звери из породице медведа који живи у Азији. Блиски је сродник мрког медведа.

## Изглед
Азијски црни медвед грађом је сличан мрком медведу, али је лаганије грађен и има тање удове од њега. Тело је дуго 120-180 центиметара, док је реп дуг 6-10 центиметара. Мужјак је тежак 91-150 килограма. Женка је тешка 65-90 килограма, с тим да постоје изузеци од 140 килограма. Боја крзна му је најчешће црна; смеђи примерци су ретки. На прсима има велику белу мрљу у облику полумесеца, која му даје и само име. Глава му је велика и округла, док су очи малене. Уши су велике и релативно удаљене. 

## Понашање
Дневна је животиња, осим када се налази у близини човека. Добар је пењач на дрвећима и стенама. Неки старији медведи могу постати претешки да би се пењали. Око пола свог живота проведе на дрвету и међу највећим је арбореалним животињама. За хибернацију се припрема током октобра скупљајући масне наслаге, те хибернира од новембра до марта. 
Већином једе дању. Сваштојед је, али најчешће једе различите врсте плодова. Осим плодова, храни се кукцима и њиховим ларвама, као што су термити, пчеле и тврдокрилцима, те другим бескичмењацима. Воли јести и веће кичмењаке.

## Размножавање
Сезона парења најчешће траје између јуна и августа. Гестација траје 200 до 240 дана. Резултат гестације су најчешће два младунца тешка 300-450 грама. С четири дана старости почињу ходати. Првих недељу дана су слепи. Мајка их доји три месеца, али они уз њу остају још две или три године. Животни век азијског црног медведа је између 25 и 30 година, зависи о животним условима.

## Подврсте
- Ursus thibetanus formosanus
- Ursus thibetanus gedrosianus
- Ursus thibetanus japonicus
- Ursus thibetanus laniger
- Ursus thibetanus mupinensis
- Ursus thibetanus thibetanus
- Ursus thibetanus ussuricus